# Iwanowka (Mordwinien, Subowo-Poljanski)
Iwanowka (russisch Ивановка) ist eine Derewnja (Dorf) in der russischen Republik Mordwinien. Der Ort gehört zur Landgemeinde Mordowsko-Poljanskoje selskoje posselenije im Sobowo-Poljanski rajon. Der Ort ist von Mordwinen bewohnt.

## Geographie
Iwanowka befindet sich am rechten Ufer des kleinen Flusses Lundan 14 Kilometer südlich vom Rajonzentrum Subowa Poljana. Dort befindet sich auch die nächste Bahnstation an der Strecke von Rjasan nach Samara. Der Gemeindesitz Mordowskaja Poljana befindet sich einen Kilometer westlich am anderen Ufer des Flusslaufes.

## Bevölkerungsentwicklung
| Jahr | Einwohner |
| ---- | --------- |
| 2002 | 54        |
| 2010 | 35        |

Anmerkung: Volkszählungsdaten